# Ceratite
Ceratite ou queratite (do grego Kerat-, córnea; -itis, inflamação) é uma inflamação na córnea, a camada transparente que protege os olhos. Pode ser causada por secura, lesão física ou química, vírus, bactérias, amebas, fungos ou vermes.

## Tipos
- Ceratite infecciosa: A córnea pode ser infectada por vírus, bactérias, amebas, fungos ou vermes.
- Ceratoconjuntivite sicca: A secura e inflamação da córnea e conjuntiva pode ser por incapacidade de produzir lágrimas suficientes ou por bloqueio na circulação. Ocorre em doenças autoimunes que danificam glândulas lacrimais como a síndrome de Sjögren e na avitaminose A.
- Ceratite intersticial: uma inflamação profunda na córnea, pode ser causada por sífilis congénita, tuberculose, infecção por vírus do herpes, ou lesão física.
- Ceratite neuroparalítica: é a inflamação da córnea como uma conseqüência de interrupção dos impulsos sensoriais sobre o quinto nervo craniano (nervo trigêmeo). A perda da sensibilidade reduz o reflexo de protegê-la com a pálpebra deixando-a vulnerável a lesão, secura, exposição a produtos químicos e infecção.
- Ceratite rosácea: é uma complicação da acne rosácea, uma doença autoimune em que o antimicrobiano catelicidina, induz a uma resposta alérgica exagerada, com formação de nódulos e pústulas pelo rosto.

## Causas
Causas de ceratite incluem:
- Lesão física: Coçar ou golpear a córnea pode lesionar a córnea e permitindo acesso a substâncias irritantes ou também de vírus, bactérias, amebas ou fungos que causem uma ceratite infecciosa.
- Lentes de contato contaminadas: Uma das causas mais comuns. Ocorre principalmente por Acanthamoeba, um protozoário que habita fontes de água e facilmente entra em uma lente de contato que não esteja adequadamente limpa e conservada. O tratamento pode levar semanas, pois essa ameba possui múltiplas resistências a antibióticos.
- Virose:: princialmente por vírus do herpes simplex ou por herpes zoster. Causam ceratite com úlceras dendríticas (parecem rachaduras). Podem ser tratadas com colírios antivirais.
- Bacteriose: Pode ser causada por Staphylococcus aureus, Pseudomonas aeruginosa ou Chlamydia trachomatis. [4]
- Micose: Geralmente os fungos penetram a córnea por cortes ou furos feitos por galhos, espinhos ou farpas. Pode ser causada por espécies de Fusarium, Aspergillus ou Candida. O tratamento com medicamento antifúngicos pode durar vários meses. Pacientes que não melhoram após o tratamento tópico e oral podem exigir cirurgia, incluindo  transplante de córnea. [5]
- Nematodas: Pode ser causada por Loa loa, Toxocara ou Oncocera. Praticamente apenas na África, pode ser transmitida por moscas negras ou por contato direto com terra infectada. Pode causar cegueira permanente se não tratada com o antiparasitário adequado.
- Secura: Se por algum motivo as glândulas lacrimais não produzem lágrimas suficiente ou há bloqueio do fluxo eventualmente ocorre inflamação secundária a essa xeroftalmia(olho seco).
- Lesão química: Por contato com líquidos muito ácidos ou muito alcalinos. Recomenda-se lavar com água limpa em abundância. Nadar em piscinas com muito cloro ou no oceano pode causar inflamação temporária que melhora em alguns minutos fora da água.

## Sinais e sintomas
Possíveis sinais e sintomas incluem: 
- Vermelhidão dos olhos
- Dor e coceira nos olhos
- Dificuldade em abrir a pálpebra por causa de dor ou irritação
- Visão embaçada
- Visão diminuída
- Sensibilidade à luz (fotofobia)
- Córnea opaca

## Tratamento
Se a ceratite é causada por um arranhão, por ficar muito tempo na piscina ou por uso prolongado de lentes de contato pode não ser necessário qualquer tratamento. Se os olhos estão apenas secos, mas sem infecção, usar um tapa-olho e lágrimas artificiais (colírio fisiológico) pode reduzir o desconforto até que a condição melhore. 
A ceratite bacteriana leve é tratada com colírios anti-bacterianos enquanto uma infecção moderada ou grave pode precisar de tomar antibióticos orais. Ceratite micótica geralmente requer colírios antifúngicos ou medicamento antifúngico oral. Ceratite por herpes precisa de tratamento com antivirais orais, mas estes medicamentos frequentemente não são capazes de eliminar completamente o vírus e a ceratite viral pode reaparecer. 